# Favorit Motors
Favorit Motors (Фаворит Моторс) — российская группа компаний, специализирующаяся на продаже автомобилей, владеющая сетью автосалонов и автомобильных технических центров на территории России. Входит в рейтинг 200-т крупнейших частных компаний России по версии Forbes и в ТОП 10 крупнейших автомобильных групп по версии АвтоБизнесРевю.

## История компании
Компания основана в Москве в феврале 1994 году под названием «ЛАДА-ФАВОРИТ» и изначально была представлена одним автосалоном.
В 90-х и начале 2000-х годов, центральной стратегией компании было формирование дополнительной комплектации для автомобилей. Так, в рамках этой стратегии, компания активно сотрудничала с представителями Китайского бизнеса, которые поставляли части охранных комплексов для автомобилей. Однако полноценная сборка автомобилей и комплексов осуществлялась в России. Также в 2000-м году в продажу поступила специальная модель «Лада-Фаворит» на базе автомобиля ВАЗ 2112, которая стала первой в России «авторской» тюнингованной моделью. К созданию дизайна автомобиля привлекалось дизайнерское ателье Карди.
В 2006 году компания была переименована из «Лада-Фаворит» в «Favorit Motors».
К началу 2008 году компания имела в своём распоряжении 6 автоцентров и являлась официальным дилером для автомобилей марок Lada, Daewoo, Hyundai, Ssang Yong, Skoda, Peugeot и Kia и некоторых китайских брендов.
В июле 2008 года при участии японских специалистов, группа компаний организует первый в России онлайн-аукцион по продаже автомобилей. Аукцион получил название Yoshida (от яп. "удачное рисовое поле). Изначально в рамках аукциона в Москве было оборудовано 3 площадки, куда владельцы могли доставить свои автомобили на продажу. Впоследствии их количество выросло до 8 — помимо московских, были открыты площадки в Санкт-Петербурге.
В начале 2009 года «Фаворит Моторс» открыли два специализированных салона для реализации автомобилей Peugeot и Kia. Салоны создавались совместно с автопроизводителями и строились с учётом стандартов и требований самих производителей.
В 2010 году компания заняла седьмое место в рейтинге крупнейших автодилеров по мнению ассоциации «Российские автомобильные дилеры» по объёму продаж автомобилей в 2009 году. При этом, несмотря на общее падений объёмов продаж, «Фаворит-Моторс» показала самое низкое падение по сравнению с 2008 годом по сравнению со всеми конкурентами.
В 2012 году компания «Автопрага Северо-запад» входящая в ГК «Фаворит-Моторс» стала крупнейшей дилерской сетью по продажам и обслуживанию автомобилей SKODA в Московском регионе.
В 2013 году на базе компании Allied Telesis совместно с «Импульс Телеком», «Фаворит-Моторс» создали сетевую инфраструктуру для салонов и офисов компании, чтобы обеспечить энергоэффективность и безопасность передаваемых клиентами данных.
В настоящее время, в компании активно применяются принципы бизнес-философии Кайдзен, которая подразумевает постоянное улучшение на всех уровнях бизнес-процессов.
В 2016 году, совместно со Сбербанком, компания осуществила первую полностью электронную продажу автомобиля. Это событие было признано первой в истории России продажей автомобиля через онлайн-магазин.

## Культурная и социальная деятельность
- В 2002 году в Парке Горького был проведён конкурс «Пацаномобиль-2002», в рамках которого владельцы отечественных автомобилей соревновались в различных номинациях по лучшему тюнингу. В мероприятии также принял участие Владимир Жириновский[19].
- В 2004 году при участии компании на территории одного из дилерских центров был создан «Музей угона имени Юрия Деточкина» с бесплатным посещением[20].
- 8 июня 2004 года при поддержке компании был открыт памятник ВАЗ-2101 «Копейке»[4][21].
- В 2005 году в честь 60-летия Великой Победы компания устроила автопробег от Москвы до Берлина[22].
- В 2008 году компания совместно с клубом любителей автомобилей Kia Ceed установили рекорд России в номинации «Самая длинная колонна машин одной марки» — на аэродроме Тушино в одноу автоколонну было собрано 354 автомобиля Kia Ceed[23]
- В 2012 году, совместно с Российской автомобильной федерацией, Клубом любителей автомобилей SKODA (КЛАШ) и Московским автомобильным клубом инвалидов провели «любительское ралли» 3-й категории «SKODA TOUR Hard 2012»[24].
- 22 ноября 2016 года в Москве был открыт «Музей автомобильных историй», с экспозицией из игрушечных и настоящий автомобилей, а также предметов быта[4][25].

## Награды и премии
- Лучший работодатель года (2010[26])
- Входит в рейтинг "200 крупнейших непубличных компаний (2011—118 место[27]; 2012—102 место[28]; 2013—159 место[29]; 2014—164 место[30]; 2015—181 место[31]; 2016—200 место[32]; 2017—187 место[33]; 2018—197 место[2];
- Входит в рейтинг РБК-500 (2015 — место, 2016 — месте 2018—237 место[34][35]).